# Mbeya
Mbeya je grad na jugozapadu Tanzanije, sjedište istoimene regije. Nalazi se 100 km od granice sa Zambijom. Leži na visoravni, na nadmorskoj visini od oko 1700 m te ima relativno ugodnu klimu. Zbog obilnih kišâ i plodnog vulkanskog tla područje je pogodno za poljodjelstvo.
Mbeya je osnovana 1920-ih kao posljedica pronalaska zlata u regiji. Godine 2002. imala je 232.596 stanovnika, čime je bila treći grad u Tanzaniji, iza Dar-es-Salaama i Arushe. Regija Mbeya imala je 2005. 2.211.000 stanovnika.